# Miconia paupercula
Miconia paupercula är en tvåhjärtbladig växtart som först beskrevs av Charles Victor Naudin, och fick sitt nu gällande namn av José Jéronimo Triana. Miconia paupercula ingår i släktet Miconia och familjen Melastomataceae. Inga underarter finns listade i Catalogue of Life.